# Фурсов, Вячеслав Викторович
Вячесла́в Ви́кторович Фу́рсов (род. 19 июля 1954, Ленинград) — советский легкоатлет, специалист по спортивной ходьбе. Выступал за сборную СССР по лёгкой атлетике в конце 1970-х — начале 1980-х годов, обладатель серебряных медалей Кубка мира в командном зачёте, призёр первенств всесоюзного значения, участник летних Олимпийских игр в Москве. Мастер спорта СССР международного класса. Преподаватель Университета имени Лесгафта. Кандидат педагогических наук.

## Биография
Вячеслав Фурсов родился 19 июля 1954 года в Ленинграде. Состоял в добровольном спортивном обществе «Буревестник» (Ленинград). Окончил Государственный институт физической культуры имени П. Ф. Лесгафта (1980).
Впервые заявил о себе на всесоюзном уровне в сезоне 1978 года, когда на чемпионате СССР по спортивной ходьбе на 50 км в Москве с результатом 3:56.35,2 выиграл серебряную медаль, уступив только Отто Барчу.
В 1979 году в той же дисциплине взял бронзу на чемпионате страны в рамках VII летней Спартакиады народов СССР в Москве. На Кубке мира в Эшборне с личным рекордом 3:46:55 занял пятое место в личном зачёте 50 км и тем самым помог своим соотечественникам стать серебряными призёрами в общем командном зачёте (Кубок Лугано).
В 1980 году был третьим на чемпионате СССР по спортивной ходьбе на 50 км в Москве. Благодаря череде удачных выступлений удостоился права защищать честь страны на летних Олимпийских играх в Москве — в 50-километровой дисциплине показал результат 3:58:32, расположившись в итоговом протоколе соревнований на пятой строке.
В 1981 году взял бронзу на чемпионате СССР по спортивной ходьбе в Ленинграде, прошедшем в рамках Мемориала братьев Знаменских. На Кубке мира в Валенсии сошёл с дистанции, при этом советские ходоки всё равно стали серебряными призёрами в мужском общекомандном зачёте.
После завершения спортивной карьеры с 1984 года работал преподавателем физического воспитания в Университете имени Лесгафта. Доцент. Профессор. Кандидат педагогических наук.